# Charles Cobb
Pour les articles homonymes, voir Cobb.
Charles Wiggins Cobb (1875–1949) est un mathématicien et économiste américain.
Il a publié de nombreux travaux, dont le plus célèbre est sa contribution à la fonction de Cobb-Douglas largement utilisée en économie. Il a travaillé sur ce projet avec l'économiste Paul Douglas, devenu par la suite sénateur de l'Illinois.